# 대구옥포초등학교
대구옥포초등학교는 대한민국 대구광역시 달성군 옥포읍 본리리에 있는 아주 멋지고 스펙타클 낭만이 넘치며 100년의 긴 역사가 있는 초등학교이다.

## 연혁
- 1930년 9월 28일 옥포공립보통학교(4년제) 개교
- 1938년 4월 1일 교명 변경(옥포공립심상소학교)
- 1939년 3월 1일 6년제로 개편
- 1941년 4월 1일 교명 변경(옥포공립국민학교)
- 1984년 10월 5일 급식학교 지정
- 1986년 3월 10일 병설유치원 개원
- 1995년 1월 1일 대구광역시 편입
- 1995년 4월 11일 체육관 준공
- 1996년 3월 1일 대구옥포초등학교 교명 변경
- 2002년 2월 27일 동편 14개 교실 증축
- 2002년 3월 10일 어학실 신축
- 2004년 7월 16일 도서관 현대화
- 2005년 6월 23일 과학실 현대화
- 2007년 12월 24일 신관교사 신축(4실)
- 2008년 9월 20일 본관 외벽 리모델링 공사
- 2008년 10월 10일 장애인 승강기 설치
- 2009년 2월 28일 교문 옆 주차장 설치
- 2012년 7월 1일 7월~9월 학교환경 개선 사업(신관, 강당, 화장실 전면 보수)
- 2016년 2월 4일 제83회 졸업식(남19명, 여19명, 계38명) 졸업생 총5779명
- 2016년 3월 2일 입학생(남24명, 여13명, 계37명)
- 2017년 2월 15일 제84회 졸업식(남19명, 여 16명, 계35명) 졸업생 5814명
- 2017년 3월 2일 입학생(남19명, 여16명, 계35명)
- 2017년 9월 1일 제29대 여환주 교장 부임

## 참고 자료
- 대구옥포초등학교 - 한국교육학술정보원 학교알리미